# Resolutie 381 Veiligheidsraad Verenigde Naties
Resolutie 381 van de Veiligheidsraad van de Verenigde Naties werd op 30 november 1975 aangenomen. Dertien leden stemden voor, waarbij China en Irak niet deelnamen aan de stemming. De resolutie verlengde de UNDOF-waarnemingsmacht in de Golanhoogten met een half jaar.

## Achtergrond
Na de Jom Kipoeroorlog twee jaar eerder kwam Israël met Syrië overeen om de wapens neer te leggen. De VN stationeerden een waarnemingsmacht in de regio om op de uitvoering van dat akkoord toe te zien. Tijdens de oorlog bezette Israël de Golanhoogten, die het in 1981 annexeerde.

## Inhoud
De Veiligheidsraad:
- Heeft het rapport van secretaris-generaal Kurt Waldheim over de VN-Waarnemingsmacht die op de Wapenneerlegging toezag overwogen.
- Verwijst naar de besprekingen van de secretaris-generaal met alle betrokkenen over de situatie in het Midden-Oosten.
- Is bezorgd om de blijvende spanningen in de regio.
- Beslist:
a. het debat over het Midden-Oosten inclusief de Palestijnse kwestie op 12 januari 1976 voort te zetten;
b. het mandaat van de VN-Waarnemingsmacht met zes maanden te verlengen;
c. de secretaris-generaal te vragen de Veiligheidsraad in te lichten over verdere ontwikkelingen.

## Verwante resoluties
- Resolutie 371 Veiligheidsraad Verenigde Naties
- Resolutie 378 Veiligheidsraad Verenigde Naties
- Resolutie 390 Veiligheidsraad Verenigde Naties
- Resolutie 396 Veiligheidsraad Verenigde Naties

Lijst ·  367 ·  368 ·  369 ·  370 ·  371 ·  372 ·  373 ·  374 ·  375 ·  376 ·  377 ·  378 ·  379 ·  380 ·  381 ·  382 ·  383 ·  384